# Campaña del noroeste de Siria (octubre de 2017-febrero de 2018)
La campaña del noroeste de Siria (octubre de 2017 a febrero de 2018) fue una operación militar de gran escala que inicialmente comenzó con una ofensiva llevada a cabo por las fuerzas del EIIL en áreas controladas por Tahrir al-Sham (HTS) en el norte de la gobernación de Hama. Posteriormente, las Fuerzas Armadas sirias (SAA) lanzaron su propia ofensiva contra las HTS y otros grupos rebeldes en el área. La campaña tuvo lugar en la intersección de las provincias de Hama, Idlib y Alepo.

## La ofensiva

### Avances del EIIL y del ejército sirio

Mapa que muestra los enfrentamientos iniciales EIIL-HTS

El 9 de octubre, el EIIL atacó a las HTS en la zona rural del noreste de Hama, cerca de la frontera administrativa meridional de la gobernación de Idlib. Los miembros del EIIL que atacaron a HTS supuestamente se colaron en el norte de Hama desde el área al este de Salamiyah, donde habían sido asediados por el ejército sirio. Un activista de la oposición acusó a las fuerzas del gobierno sirio de abrir una brecha de 13 kilómetros para que militantes del EIIL ingresen al territorio de HTS. El EIIL capturó más de una docena de aldeas, incluyendo a Rahjan, antes de que las HTS lanzaran un contraataque y recapturó cinco aldeas. Durante las siguientes dos semanas, la lucha continuó, con las HTS logrando recuperar 11 aldeas más, incluyendo Rahjan. 
A partir del 22 de octubre, las SAA realizaron fuertes ataques aéreos contra posiciones de las HTS en el área y el 24 de octubre, se lanzó un asalto terrestre desde la dirección de Ithriya. El ejército sirio aprovechó la lucha entre las HTS y el EIIL, rápidamente apoderándose de varias áreas de este último. Se informó que el objetivo final de la ofensiva del ejército era la base aérea militar de Abu al-Duhur, controlada por los rebeldes, en la parte oriental de la gobernación de Idlib o simplemente expulsar a las HTS de esa parte del campo de Hama hacia Idlib. El mismo día que comenzó la ofensiva terrestre del Ejército, se repelió un intento de infiltración del EIIL contra las líneas HTS. A medida que se desarrollaba la ofensiva del Ejército, continuaron los enfrentamientos entre las HTS y el EIIL, mientras se informó que los combates entre el Ejército y el EIIL se habían detenido a partir del 26 de octubre. Para el 28 de octubre, se habían realizado más de 350 ataques aéreos y las SAA lograron capturar entre seis y diez aldeas tanto de las HTS como del EIIL, con el EIIL confinado a solo cinco aldeas. Durante la noche entre el 27 y el 28 de octubre, elementos de la 3.ª y 4.ª división del ejército sirio se acercaban a Rahjan.
El 30 de octubre, se produjeron intensos combates, ya que tanto el ejército sirio como el EIIL intentaban avanzar contra las HTS, mientras que las HTS intentaba avanzar también. Entre el 31 de octubre y el 1 de noviembre, el Ejército conquistó entre cinco y siete aldeas de las HTS. Mientras tanto, las HTS tomaron dos aldeas del EIIL, obligando al EIIL a retirarse a las tres aldeas restantes en el área.
El 2 de noviembre, el Ejército lanzó un asalto en un eje diferente, atacando y capturando cuatro aldeas, incluido el bastión rebelde de Al-Rashadiyah, en el campo sur de Alepo. Sin embargo, al día siguiente, las HTS contraatacaron y recuperaron el territorio que habían perdido, incluido Al-Rashadiyah.
El 3 de noviembre, la Guardia Republicana y el Escudo Qalamoun asaltaron el pueblo de Al-Shakusiyah, controlado por las HTS, y finalmente lo capturaron después de horas de lucha, aunque sufrieron grandes bajas ya que las HTS y la División Central de las FSA usaron misiles antitanque y fuego de artillería. La captura de la aldea llevó al ejército sirio a las afueras del este de Rahjan. Según los informes, entre el 4 y el 7 de noviembre, las fuerzas gubernamentales capturaron otras cinco aldeas. El 8 de noviembre, las HTS capturaron una colina con vistas a las tres aldeas restantes en poder del EIIL.
El 13 de noviembre, las SAA abrieron un nuevo eje de avance y capturaron nueve aldeas en los siguientes dos días. Mientras tanto, entre el 14 y el 16 de noviembre, la aldea de Sarha cambió de manos tres veces antes de quedar finalmente bajo el control del Ejército. Las SAA también se apoderaron de la aldea cercana de Qasr Ali. 

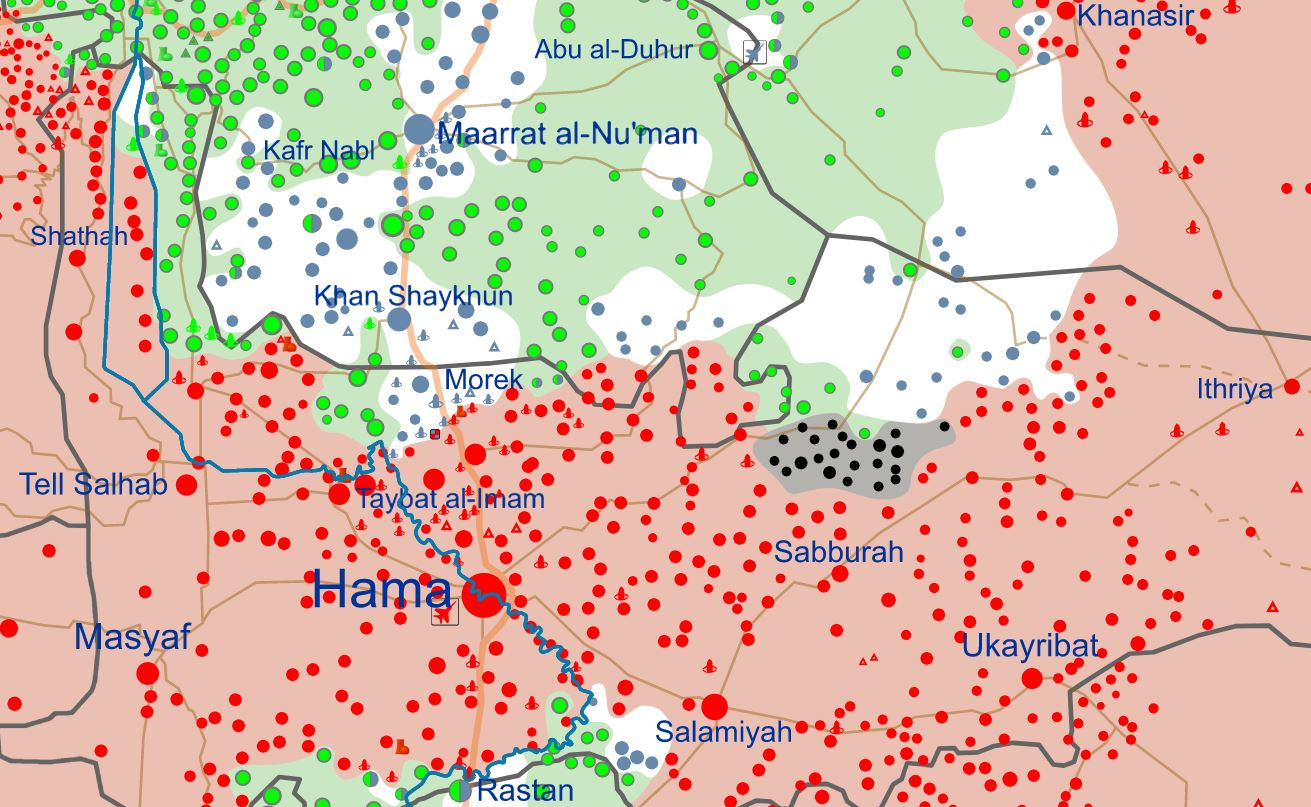
Mapa de la situación militar en Hama y la gobernación del sur de Idlib al 24 de noviembre: áreas en poder del gobierno (rojo), EIIL (negro), HTS (blanco) y otras fuerzas de oposición sirias (verde).

El 21 de noviembre, al amparo del mal tiempo, las fuerzas del EIIL atacaron desde sus pequeñas posiciones de bolsillo HTS y lograron capturar cuatro aldeas. Al mismo tiempo, un terrorista suicida con coche del EIIL también se inmoló en Rahjan. El EIIL continuó sus avances al día siguiente, capturando otras nueve aldeas. Mientras tanto, el Ejército lanzó su fase final de la ofensiva, avanzando a posiciones a solo varios cientos de metros de Rahjan. Al mismo tiempo, los militares también atacaron y capturaron un pueblo y una colina cercana en el campo sureño de Alepo. En este punto, los militares capturaron 29 aldeas en el campo de Hama durante la ofensiva.
El 24 de noviembre, los avances del EIIL continuaron con la captura de cinco pueblos más de las HTS. Cuatro días después, un contraataque de las HTS recuperó dos aldeas del EIIL. Mientras tanto, después de 28 días de enfrentamientos de ida y vuelta, el Ejército capturó una colina estratégica en el campo sureño de Alepo, que condujo a la captura de la cercana ciudad de Al-Rashadiyah. El Ejército luego salió de Al-Rashadiyah, capturando cuatro aldeas cercanas más de los rebeldes y avanzó a menos de 20 kilómetros de la base aérea militar de Abu al-Duhur. Las fuerzas gubernamentales también hicieron nuevos avances en el campo de Hama. Un posterior contraataque rebelde recapturó dos aldeas en el campo de Alepo, aunque más tarde se informó que el Ejército había tomado una vez más a uno de ellos y estaba luchando por el segundo.
Entre el 3 y el 5 de diciembre, el Ejército hizo tres intentos de capturar a Rahjan, cada vez logrando ingresar a la ciudad antes de ser rechazado.

### Avances del EIIL y del Ejército sirio hacia el sureste de Idlib

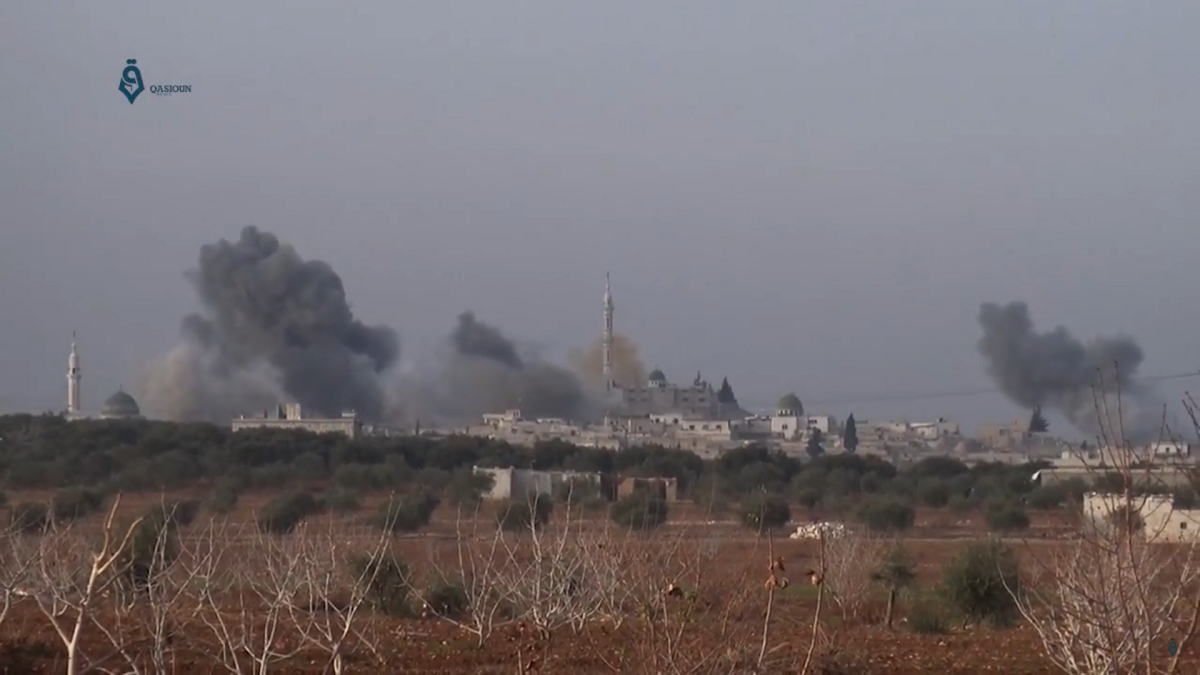
La Fuerza Aérea siria bombardea una aldea controlada por los rebeldes en la gobernación de Idlib.

Al mismo tiempo, el 3 de diciembre, el ejército sirio decidió eludir el pueblo fortificado de Balil, controlado por las HTS, en lugar de avanzar hacia el este, lo que resultó en la captura de tres aldeas y localidades en el sureste de la gobernación de Idlib, flanqueando a Balil desde el suroeste y el noreste. Mientras tanto, el 5 de diciembre, el EIIL comenzó a hacer nuevos avances contra los rebeldes, llegando a 10 km de los límites administrativos de la gobernación de Idlib y capturando ocho aldeas al día siguiente. El EIIL finalmente llegó a la gobernación de Idlib el 9 de diciembre, tomando tres aldeas y una colina con poca resistencia. Aun así, el 10 de diciembre, los rebeldes lograron expulsar a las fuerzas del EIIL de Idlib. Mientras tanto, las fuerzas gubernamentales también hicieron un progreso notable en la provincia de Idlib, capturando media docena de aldeas entre el 9 y el 10 de diciembre. Después de tres días de intensos combates, los combatientes del EIIL capturaron el pueblo de Rasm Hammam de las HTS el 12 de diciembre. Esta etapa de la lucha vio un gran desplazamiento de civiles; el 4 de enero, el Alto Comisionado de las Naciones Unidas para los Refugiados informó que más de 60,000 personas habían huido de sus hogares en Hama e Idlib entre el 1 de noviembre y el 24 de diciembre.

### Lucha en el suroeste de Alepo
A mediados de diciembre, gran parte de los combates entre las SAA y los rebeldes se habían trasladado al suroeste de Alepo, con el ejército sirio capturando cuatro aldeas y dos colinas de las HTS entre el 14 y el 19 de diciembre. Un intento por parte del Ejército de capturar la aldea de Al-Ramleh (en la zona rural del sureste de la gobernación de Alepo, según los informes) el 20 de diciembre fue rechazado, con las HTS cercando a las tropas del gobierno. Seis fueron asesinados y ocho capturados.

### Avance del ejército haciaAbu al-Duhur

Mapa de los avances de las SAA y del EIIL contra las HTS hasta el 24 de diciembre

En diciembre comenzó una nueva ofensiva de las SAA, cuyo objetivo principal era la base aérea de Abu al-Duhur bajo control rebelde en el extremo sureste de Idlib y asegurar la carretera que une Damasco con Alepo. Según Reuters, las fuerzas gubernamentales fueron asistidas por milicias respaldadas por Irán y Hezbollah en la ofensiva. Las SAA tomaron la aldea Idlib de a-Ruwaydah el 19 de diciembre y llevaron a cabo dos ataques aéreos en una zona residencial en la ciudad de Maar Shurin 40 km al noroeste el 20 de diciembre.
Las HTS recapturaron cinco aldeas del EIIL durante un contraataque el 20 de diciembre, incluido Rasm Hammam, aunque poco después EIIL se apoderó de Rasm Hammam una vez más. Durante el 26 de diciembre, el ejército sirio capturó una base del Batallón de Defensa Aérea (Zawr as Sus) y la cumbre de Tell al-Aswad. El mismo día, las HTS derribaron un Aero L-39 Albatros de las fuerzas aéreas árabes sirias usando un MANPADS Strela-2, capturando al piloto y luego ejecutándolo.
Se informaron de intensos ataques aéreos rusos del 28 al 29 de diciembre, junto con intensos combates concentrados en la aldea clave de Abu Dali, en el sur de Idlib. El ejército sirio informó un avance contra las fuerzas rebeldes el 28 de diciembre, capturando tres aldeas, incluida Mushayrifah, y más tarde en el día ingresó a Abu Dali, que según dijeron fue abandonado por los combatientes rebeldes. El 29 de diciembre, Hamadaniyeh, al suroeste de Abu Dali, fue capturado por el ejército sirio dirigido por las Fuerzas Tigre. Después de dos intentos fallidos, las Fuerzas Tigre capturaron Atshan. Más tarde, junto con los soldados de la 4.ª División, tomaron las aldeas de Abu Omar, Al-Saloumyah y Al-Jadouyah.
Umm Elkhalayel, Niha, Hawa, Ard az-Zurzur, Mashraft al-Jouaan, Dreibiyeh, Umm Sehrij estaban entre una docena de asentamientos capturados por el ejército sirio entre el 1 y el 3 de enero. Este período opositores denunciaron un ataque "sistemático" contra los hospitales de la región por parte de las fuerzas progubernamentales, con ocho ataques entre finales de diciembre y principios de enero supuestamente incluía un importante hospital de maternidad en Maarat al Numan, matando a cinco personas e hiriendo a muchos, según la opositora Sociedad Médica Sirio-estadounidense prorebelde. Según las cifras de la ONU, más de 70,000 personas huyeron de sus hogares y se mudaron a Idlib en esas semanas. 

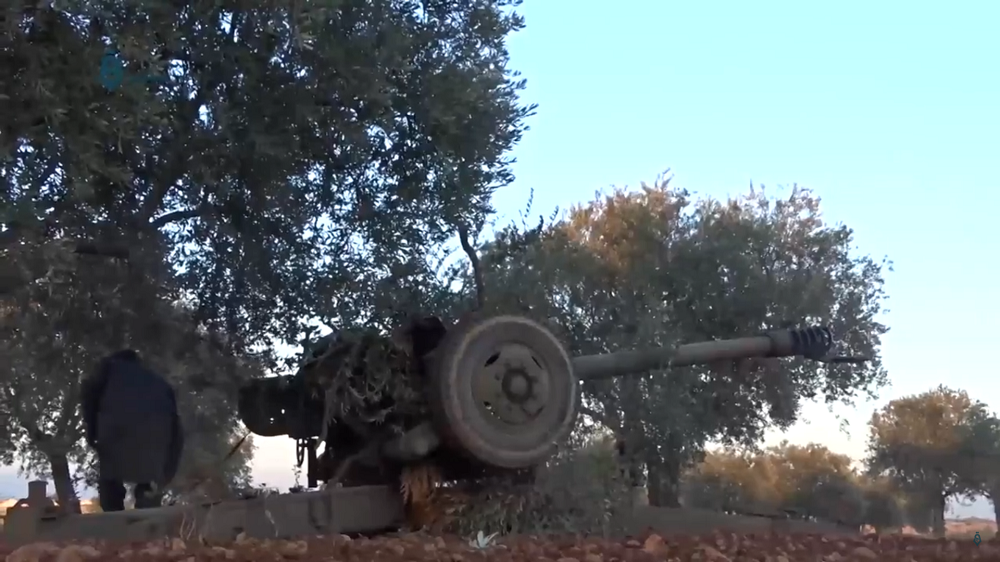
La artillería rebelde bombardea las fuerzas gubernamentales que retienen la aldea de Khuwain en la gobernación de Idlib.

En la mañana del 4 de enero 4 pueblos en Idlib fueron capturados. Catorce asentamientos más fueron capturados por el ejército sirio el 5 de enero después de enfrentamientos con combatientes de Tahrir al-Sham y Jaysh al-Izza. Durante el mismo día, militantes del EIIL capturaron dos pueblos de otros grupos rebeldes. Las aldeas de Al-Nasiriya, Lweibdeh Sharki y Lweibdeh Shamaliyah fueron capturadas por el ejército sirio durante una redada nocturna que se extendió hasta las primeras horas del 6 de enero. Más adelante, el 6 de enero, fueron capturados tres asentamientos rurales, incluido el Sheikh Barakeh, lo que resultó en que el ejército sirio llegara a las afueras de la ciudad clave de Sinjar. Dos pueblos más fueron capturados por la tarde. En la mañana del 7 de enero, se tomaron tres aldeas adicionales. El ejército sirio tomó numerosas localidades durante todo el día, incluido el propio Sinjar. El mismo día, un ataque con cohete apuntó a un convoy militar turco en Idlib, el cohete aterrizó a 20–30 metros del convoy en el distrito de Darat Izza. El 8 de enero, el Ejército sirio capturó 14 aldeas, y la rebelde Defensa Civil de Idlib informó que decenas de ataques aéreos causaron al menos 14 muertes. El 9 de enero, el ejército sirio capturó 15 ciudades y pueblos, incluido Rahjan. El 10 de enero, el ejército sirio capturó 25 ciudades y pueblos, incluidos Tell Silmo, Zafar Saghir, Zafar al-Kabir y Rasm Abed en la gobernación de Idlib, llegando así a las afueras de la base aérea militar de Abu al-Duhur  Dentro de la gobernación de Hama, el último bastión de las HTS de Um Myal había sido capturado. Esto dejó el área controlada por HTS en el campo donde el distrito de Hama limita con las gobernaciones de Idlib y Alepo, casi completamente aislada del área rebelde más grande centrada en Idlib, y también bajo la presión del bolsillo del EIIL restante en su borde occidental.
El 11 de enero, los rebeldes de las FSA, incluidos el Jaysh al-Izza con la FSA, el Ejército de la Victoria, el Ejército Libre Idlib y el Ejército Élite, anunciaron la formación de una nueva sala de operaciones conjuntas y una nueva ofensiva en el noreste de Hama y el sur de Idlib, atacando el territorio del gobierno recién conquistado en el sur de Idlib desde el oeste. Hezbolá informó que el ejército y sus aliados estaban repeliendo un "asalto feroz" de los rebeldes. Los rebeldes dijeron a Reuters que habían capturado unas 15 aldeas y capturaron a 60 combatientes del gobierno, mientras que el opositor SOHR informó que los rebeldes recuperaron 9 aldeas y dos granjas del ejército sirio. Se informó que los combatientes de la FSA estaban recién equipados con vehículos blindados turcos. Sin embargo, más tarde en el día, el ejército sirio recuperó todas las áreas que perdió, excepto tres aldeas. Estos también fueron recapturados al día siguiente. El mismo día, el ejército sirio capturó tres aldeas al este de la base aérea de Abu al-Duhur y realizó fuertes ataques aéreos durante la noche, matando al menos a 11 civiles, incluso en Khan al-Sabil, en el sur de Idlib. Para el 14 de enero de 2018, el ejército sirio capturó 115 aldeas después de avanzar a través de la campiña meridional de Alepo hacia la base aérea de Abu al-Duhur, dejando solo una aldea que las separaba de sus fuerzas en la campiña oriental de Idlib.
Este período de lucha vio el desplazamiento continuo de residentes civiles en Idlib. Según las agencias de ayuda, más de 80,000 llegaron a los campamentos en la última semana de diciembre y la primera semana de enero, y la ONU informó que la cifra de desplazados había aumentado a 100,000 en la segunda semana de enero, mientras que las fuerzas de seguridad turcas alcanzaron un número récord de casi 10,000 intentando cruzar la frontera en los últimos 10 días de diciembre.
Con el apoyo de una amplia gama de armamento pesado, los combatientes del Partido Islámico del Turkistan y Tahrir al-Sham  lanzaron un gran asalto contra las fuerzas gubernamentales el 14 de enero, lo que resultó en la captura de 21 aldeas durante todo el día. Atshan fue recapturado por el ejército sirio el 15 de enero, con Abu Omar y Al-Hawash recapturados antes. Las Fuerzas Tigre realizaron una incursión nocturna en las primeras horas del 16 de enero dentro de las aldeas de Tell Maraq, Umm Elkhalayel, Al-Zarzour y Khwein al-Kabir; pronto se produjeron fuertes enfrentamientos, y el ejército sirio dijo que los soldados en Khwein al-Kabir sufrieron un ataque con gas de cloro, lo que provocó que tuvieran que buscar atención médica. El mismo día, el ejército sirio dijo que había adquirido un control parcial de fuego desde el norte sobre la base aérea de Abu al-Duhur después de la captura de 3 asentamientos y una colina. Mientras tanto, el ejército sirio capturó otras 5 aldeas en el campo suroeste de Alepo, lo que resultó en el flanco de la base aérea de Abu al-Duhur desde dos lados a medida que se acercaba el cerco. Los asentamientos de Qaytil y Umm Salasil fueron capturados en el campo del sudoeste de Alepo por las SAA, lo que provocó que se acerquen cada vez más hacia la conexión con unidades en el este de la gobernación de Idlib.

Los frentes cambiantes del empuje hacia Abu al-Duhur. Del 27 de diciembre al 13 de febrero

Tras los avances del ejército las defensas rebeldes colapsaron, abandonando sus posiciones al EIIL el saliente rebelde en los bordes de las gobernaciones de Idlib, Alepo y Hama, se redujo rápidamente, con el EIIL tomando el control de unos 30 asentamientos en toda el área. Para el 19 de enero, las fuerzas rebeldes perdieron su posición en el noreste de Hama ante el EIIL.
La televisión estatal siria, Hezbolá y el Observatorio Sirio de Derechos Humanos informaron que el ejército sirio había ingresado en la base aérea de Abu al-Duhur el 20 de enero y también capturó 11 aldeas que resultaron en el cerco de combatientes del EIIL dentro de un bolsillo de más de mil kilómetros cuadrados. En unas pocas horas, informaron que la base aérea estaba asegurada. Sin embargo, esto fue negado por los rebeldes y HTS. El mismo día, el ejército sirio informó que había capturado otras 10 aldeas en el campo sudoeste de Alepo, y rodeó al EIIL en un enorme bolsillo que abarca las gobernaciones de Hama, Idlib y Alepo. El 21 de enero, el ejército sirio anunció que había recuperado la base aérea. Otras fuentes locales informaron que la base fue capturada el 22 de enero.
También el 21 de enero, el ejército sirio y las fuerzas paramilitares aliadas también capturaron dos aldeas del EIIL en el noreste de Hama y cinco asentamientos más de grupos de oposición en las provincias del este de Idlib y el suroeste de Alepo. Más tarde en el día, recapturaron dos aldeas en el campo sureste de Idlib que se perdieron previamente en la contraofensiva rebelde.
El ejército sirio capturó la ciudad de Abu al-Duhur después de dos días de enfrentamientos con Tahrir al-Sham y los combatientes del Partido Islámico de Turkistán. En otra parte durante el día, el ejército sirio capturó 7 aldeas al norte de la base aérea de Abu al-Duhur de los rebeldes, así como 3 aldeas del EIIL en el noreste de Hama. Tahrir al-Sham detonó un coche bomba contra un escuadrón de personal del ejército sirio, lo que provocó la muerte de 5 soldados el 23 de enero. Durante el mismo día, un asentamiento al oeste de Abu al-Duhur fue capturado por el ejército sirio después de horas de enfrentamientos. El 29 de enero, el ejército sirio capturó toda la ciudad de Abu al-Duhur, después de que los rebeldes recapturaron partes de ella anteriormente y tres aldeas cercanas y finalmente aseguraron el perímetro de la base aérea de Abu al-Duhur.

### Más avances del Ejército y colapso del bolsillo del EIIL

Mapa de los avances del EIIL y las SAA hasta el 31 de enero de 2018

Durante la mañana del 31 de enero, el ejército sirio informó que capturó 7 aldeas y una base de defensa aérea en la gobernación del este de Idlib, y 9 asentamientos más, varias colinas y el pantano de al-Seihah más tarde en el día. El mismo día, el ejército sirio capturó 3 aldeas en el campo suroeste de Alepo. Al día siguiente, el ejército sirio capturó 3 aldeas del EIIL en el noreste de Hama, 7 aldeas en el campo suroeste de Alepo y un pueblo en el campo del sudeste de Idlib. El 2 de febrero, el ejército sirio capturó 7 aldeas en el campo suroeste de Alepo y la única aldea en el campo sureste del Idlib.
El 2 de febrero, se confirmó que las unidades clave de asalto de la élite de la División de las Fuerzas del Tigre que habían dirigido la ofensiva Idlib oriental del ejército sirio contra los rebeldes pronto terminarían su operación en la región y partirían a otro frente.
El 3 de febrero de 2018, militantes no identificados (reclamados tanto por las HTS como por el Ejército de la Victoria) derribaron un avión ruso Sukhoi Su-25 sobre la provincia de Idlib, cerca de la ciudad de Maarrat al-Nu'man (57) km al norte de la ciudad de Hama), presumiblemente mediante un sistema de defensa antiaérea portátil. El piloto, el mayor Roman Filipov, fue asesinado después de que expulsara e intercambiara disparos con los militantes en el terreno, cerca de la "aldea de Tell-Debes" controlada por terroristas, según el ministerio de defensa ruso. En respuesta a la continua ofensiva en el frente de East Idlib, once grupos rebeldes anunciaron la formación de una sala de operaciones unificadas para contrarrestar el avance del ejército sirio, incluidos Ahrar al-Sham, Faylaq al-Sham y Nour al-Din al-Zenki.
El 4 de febrero de 2018, el ejército sirio capturó 4 aldeas del EIIL en el noreste de Hama. Al día siguiente, el ejército sirio capturó 15 aldeas y una colina del EIIL en el noreste de Hama y el sureste de Alepo. Mientras tanto, se informó que las fuerzas rusas estacionadas en Siria intensificaron sus ataques aéreos en la región en represalia por el derribo del Su-25.
El 7 de febrero, se informó que durante las 48 horas anteriores, el ejército sirio había capturado unas 76 ciudades y pueblos del Estado Islámico. Con este avance, el ejército sirio recuperó el 80% del bolsillo del EIIL y solo 250 km² permanecían bajo control del EIIL en un pequeño bolsillo. El 9 de febrero, el ejército sirio capturó la totalidad del bolsillo, incluido Suruj. El gobierno sirio anunció el fin de sus operaciones en Idlib y Alepo el 10 de febrero.
Sin embargo, cientos de combatientes del EIIL salieron del cerco y escaparon al territorio controlado por los rebeldes, capturando 3 aldeas en la gobernación de Idlib. Fuentes pro opositoras dijeron que las fuerzas gubernamentales habían abierto un corredor para permitir que los combatientes del EIIL ingresen a Idlib. El 13 de febrero, la alianza rebelde Idlib "Repeler a los invasores" anunció que el bolsillo del EIIL en la región se había disuelto, después de que unos 250 combatientes del EIIL con sus familias se rindieron a los rebeldes en la aldea de Khwein al-Kabirs.

## Consecuencias
A medida que los combatientes del EIIL fueron derrotados, la lucha continuó entre las fuerzas rebeldes y progubernamentales. El 5 de febrero, las fuerzas progubernamentales bombardearon la ciudad de Idlib, Maarat al-Numan, Saraqeb y varias otras ciudades en el centro y este de Idlib, y hubo denuncias de uso de armas químicas en algunos de estos, mientras que los rebeldes afirmaron haber recuperado el territorio cerca de Saraqeb. Después de la formación de la sala de operaciones "Repele a los invasores", que involucraba a siete grupos rebeldes Ahrar al-Sham, las fuerzas turcas desplegaron personal militar para monitorear puestos de avanzada cerca de la línea del frente: en Salwa, al norte de Idlib; Qalat Samaan y Sheikh Aqeel, al oeste de Alepo; al-Iss, al sur de Alepo; al-Tuqan, un suburbio al sur de la ciudad de Idlib; y al-Sirman, cerca de Maarat al-Numan. Las facciones rebeldes islamistas anti-HTS Nour al-Din al-Zenki y Ahrar al-Sham se fusionaron en el Frente de Liberación de Siria el 18 de febrero, cuya lucha con las HTS se intensificó. Las discusiones entre Rusia y Turquía y el fuerte respaldo de Turquía para los rebeldes anti-HTS condujeron a un grado de enfriamiento del conflicto, aunque continuaron los ataques aéreos progubernamentales en los territorios rebeldes. Se esperaba una nueva ofensiva del gobierno durante todo el verano, pero en septiembre se firmó un acuerdo de desmilitarización entre Rusia y Turquía. 